# Rjazan
Rjazan (Russisch: Рязань) is een stad in Europees-Rusland, gelegen bij de rivier de Oka, zo'n 200 km ten zuidoosten van Moskou. Het is de hoofdstad van de oblast Rjazan en heeft zo'n 520.000 inwoners.

## Geschiedenis
Er wordt geclaimd dat het kremlin van Rjazan in 1095 werd gesticht door Russische kolonisten die zich in voorheen door Finse volkeren bevolkt gebied vestigden. Aanvankelijk was het van hout, in de loop van de tijd werd het vervangen door metselwerk. Het oudste bewaarde deel van het kremlin dateert uit de 15e eeuw.
De stad wordt voor het eerst vermeld in 1301 als Pereslavl-Rjazanski. Op dat moment was het onderdeel van het vorstendom Rjazan, dat sinds de 12e eeuw onafhankelijk was. De eerste heerser van het vorstendom zou prins van Tsjernigov Jaroslav Svjatoslavovitsj zijn. Het gebied, gelegen op de grens van bos en steppe, kreeg veel invasies uit het zuiden te verduren. De oorspronkelijke hoofdstad van het vorstendom, Rjazan, was de eerste Russische stad die kennis maakte met de Mongolen van Batu Khan. De stad werd op 21 december 1237 verwoest en wist niet te herstellen. Op de plek van de verwoeste stad, zo'n 50 km stroomafwaarts van het huidige Rjazan, ligt nu Staraja Rjazan (Oud Rjazan). Aan het einde van de 14e eeuw verplaatsten de prinsen van Rjazan hun hoofdstad naar Pereslavl-Rjazanski (sinds 1778 Rjazan geheten).
In 1306 veroverden de Moskouse vorsten de plaats Kolomna op Rjazan, maar de grens tussen beide vorstendommen bleef wat zuidelijker nog lang standhouden. Tot de dag van vandaag is een grenspaal bewaard gebleven, daterend uit de tijd toen de grenzen van de diverse deelgebieden van Rusland werden bepaald. Rjazan kon uiteindelijk toch niet standhouden en werd in 1521 geïncorporeerd door Moskou.

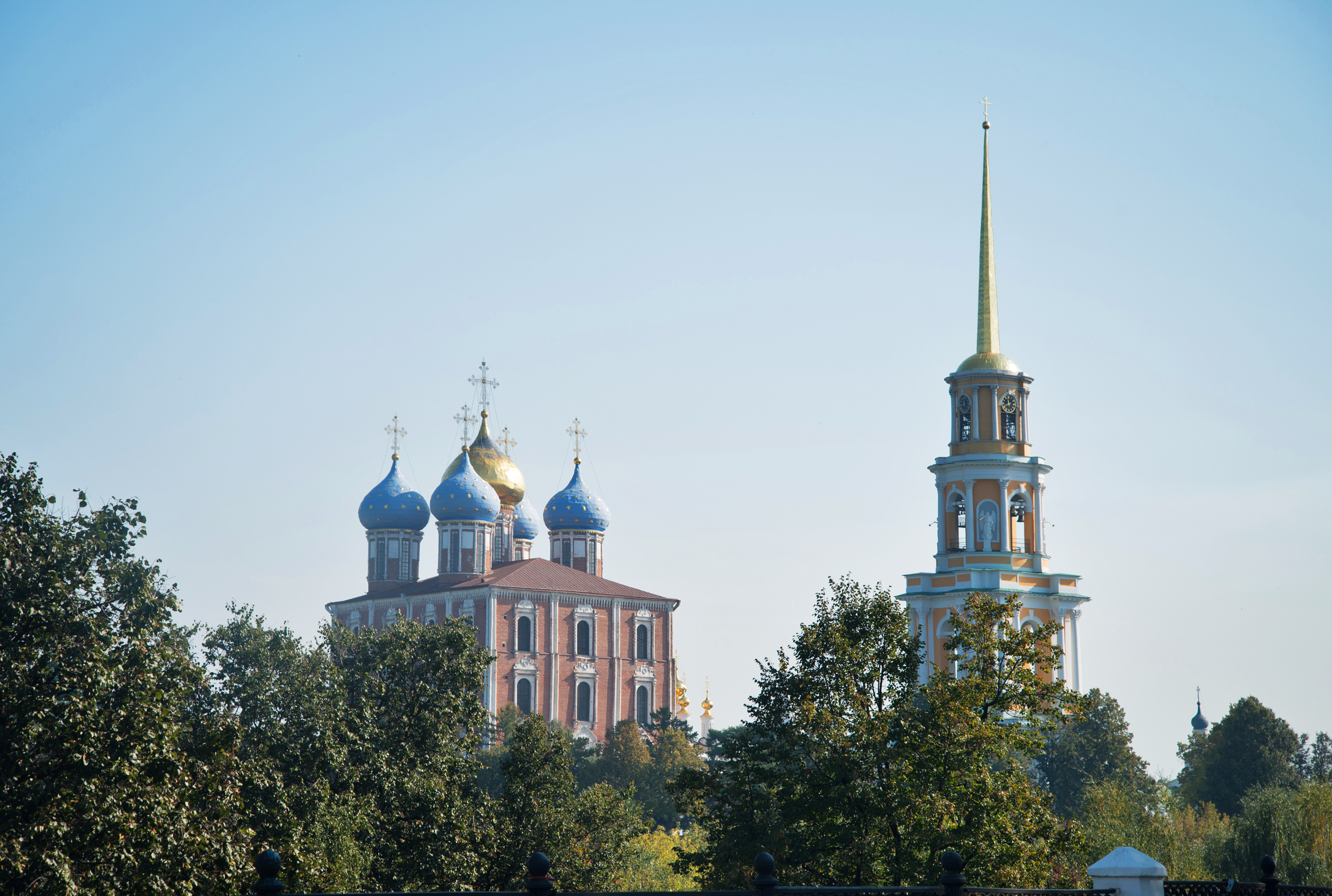
kremlin

Aan het eind van de 18e eeuw had Rjazan een sterke economische positie, handel en ambachten bloeiden. Er werden seminaries, drukkerijen, scholen en een opera- en dramatheater geopend.
In 1904 ontstond in Rjazan de eerste sociaaldemocratische beweging in Rusland. De arbeiders van in de stad namen deel aan de nationale politieke staking van oktober 1905. Nadat de sovjets er in november 1917 de macht hadden overgenomen, werd Rjazan aanvankelijk deel van de oblast Moskou. In 1937 werd de oblast Rjazan opgericht.
Aan het begin van de jaren veertig werd Rjazan een belangrijk industrieel centrum, onder andere doordat de stad niet door de nazi's bezet was.
In de naoorlogse jaren herstelde de economie zich in rap tempo. Er kwamen nieuwe industrieën, waaronder voedingsproductie en machinebouw (met name landbouwwerktuigen). Veel fabrieken werden gemoderniseerd.
In 1995 werd het 900-jarige bestaan van de stad gevierd.

## Bezienswaardigheden

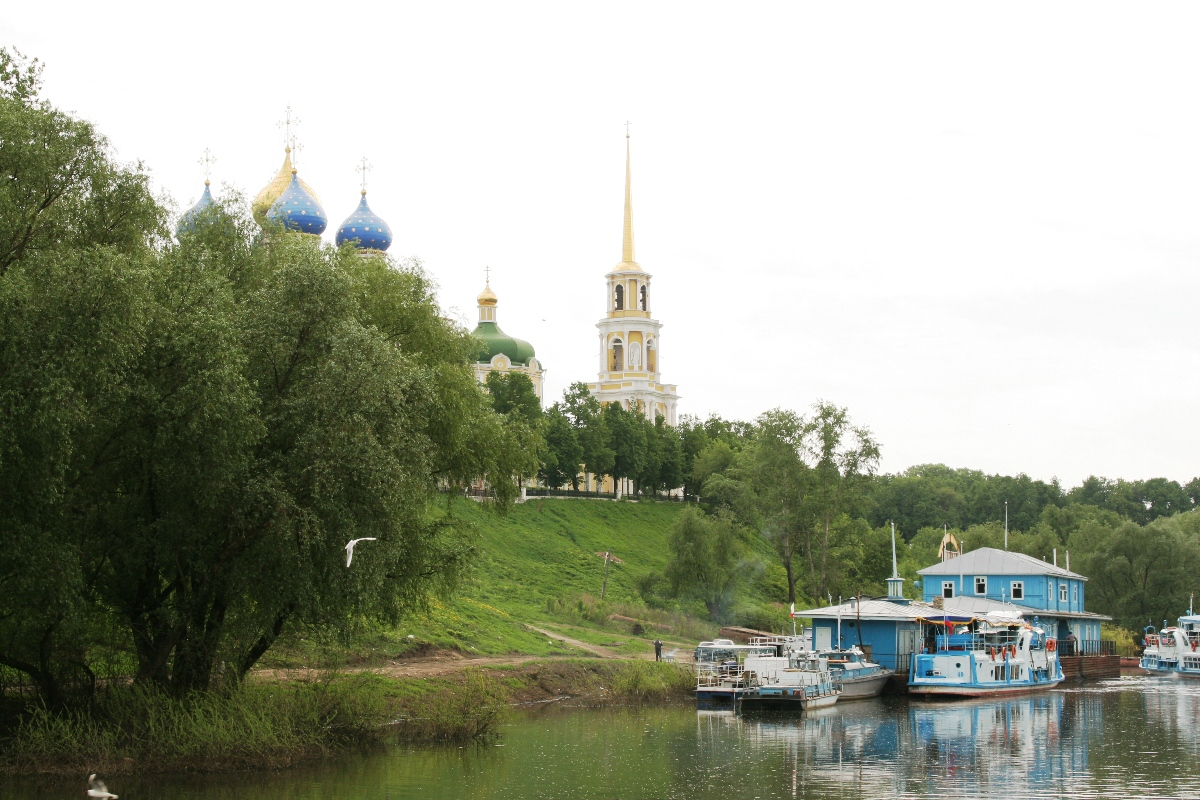
Kremlin gezien vanaf de Oka

De stad is overvol bezienswaardigheden. Het oudste deel van Rjazan is het kremlin, gelegen in het noorden van de stad, op een hoge landtong bij de samenvloeiing van de rivieren Troebezj en Lybed. Belangrijke gebouwen in het kremlin zijn de Kathedraal van de Geboorte van Christus (15e eeuw, gerestaureerd in 1826), de 16e-eeuwse Aartsengelkathedraal, de Maria-Hemelvaart-kathedraal uit 1693-99 met een 83 meter hoge classicistische klokkentoren en het Aartspriesterlijk paleis (ook Olegpaleis genoemd, gebouwd in 1653-92). Naast het kremlin ligt het Klooster van Onze Verlosser (Spasski-klooster).
Ten zuidwesten van het kremlin liggen de belangrijkste pleinen van de stad, Sobornaja plosjtsjad (Kathedraalplein) en plosjtsjad Lenina (Leninplein). De hoofdstraten werden aangelegd volgens het regelmatige stratenplan uit 1780, in overeenstemming met de richting van de oude straten en belangrijke hoofdwegen. De belangrijkste straten zijn Sobornaja oelitsa (Kathedraalstraat), die recht tegenover de Maria-Hemelvaart-kathedraal uitkomt op Sobornaja plosjtsjad, Pervomajski prospekt (1 meilaan) en oelitsa Lenina (Leninstraat), die de stad van het zuidoosten tot het noordwesten doorkruist.
De stad kent een groot aantal classicistische gebouwen, waaronder het landbouwinstituut (1808-15, voormalig gymnasium), het vroegere gebouw van de Raad van Edelen (dvorjanskoje sobranije, deels eind 13e eeuw en begin 19e eeuw), een ziekenhuis uit 1816 en de markthallen (eerste helft 19e eeuw).
In de sovjetperiode is de stad heringericht (masterplan uit 1968). Tot de gebouwen uit deze periode behoren de Jesenin theater- en concertzaal (1956), het postkantoor (1962), het station "Rjazan-2" (1967) en het circus (1971).
Verder zijn er:
- Nicolaaskerk
- Aankondigingskerk
- Kerk van de Intocht van de Heer in Jeruzalem
- Kathedraal van de Ontslapenis van de Moeder Gods (kremlin)

## Economie en verkeer
Rjazan is een belangrijk industrieel centrum. De stad zorgt voor 60% van de brutoproductie van de oblast. Voor de Tweede Wereldoorlog waren vooral de voedings- en houtbewerkingsindustrie belangrijk, na de oorlog kwam de zware industrie op. Machinebouw is tegenwoordig de belangrijkste industriële sector. Rjazan beschikt ook over een olieraffinaderij en ligt aan de oliepijpleiding Almetjevsk-Nizjni Novgorod-Rjazan-Moskou
De stad heeft een haven van enige omvang aan de Oka, is een knooppunt van spoorlijnen naar Moskou, Vladimir, Roezajevka en Rjazjsk en beschikt over een luchthaven.
De belangrijkste vormen van het openbaar vervoer in Rjazan zijn bussen trolleybussen en taxibusjes (marsjroetka's). Er is nog één tramlijn die de stad met de industriezone verbindt.

## Onderwijs en cultuur
Naast een industrieel is Rjazan ook een cultureel en wetenschappelijk centrum. De stad beschikt over diverse theaters, waaronder een operatheater, een dramatheater en een poppentheater. Er is een museum voor beeldende kunst en ook het huis van Ivan Pavlov is als museum te bezichtigen. In Rjazan zijn diverse onderwijsinstellingen gevestigd, waaronder een landbouwinstituut, een pedagogische universiteit en een medische universiteit.

## Sport in Rjazan
Ten tijde van de Sovjet-Unie was Spartak Rjazan, onder verschillende namen, de grootste club van de stad. Op enkele seizoenen in de tweede klasse na speelde de club voornamelijk in de derde klasse. Na de Russische onafhankelijkheid speelde de club twee jaar in de tweede klasse en vervolgens opnieuw in de derde klasse tot de club na 1999 verdween. FK Rjazan nam de plaats in en speelde ook onder verschillende namen in de derde klasse tot ze in 2009 failliet gingen. Zvezda Rjazan nam de plaats van FK in en nam in 2014 ook deze naam in. Tussen 2004 en 2007 bestond ook kort Spartak-MZjK Rjazan, dat zich snel een weg naar de tweede klasse baande, maar daar wegens financiële problemen maar de helft van het seizoen kon uitdoen.

## Geboren in Rjazan
- Jakov Polonski (1819-1898), dichter
- Ivan Pavlov (1849-1936), fysioloog en Nobelprijswinnaar (1904)
- Ivan Mitsjoerin (1855-1935), botanicus en plantenkweker
- Andrej Markov (1856-1922), wiskundige
- Konstantin Tsiolkovski (1857-1935), een van de uitvinders van de ruimteraket
- Aleksandr Aleksandrov (1883-1946), componist en dirigent
- Sergej Jesenin (1895-1925), dichter
- Aleksandr Pirogov (1899-1964), operazanger
- Erast Garin (1902-1980), acteur, filmregisseur, scriptschrijver
- Aleksandr Fatjoesjin (1951-2003), acteur
- Sergej Panov (1970), basketbalspeler
- Maria Kalmykova (1978), basketbalspeelster
- Irina Melesjina (1982), verspringster
- Konstantin Koetsjajev (1998), voetballer
- Aleksandra Troesova (2004), kunstschaatsster

## Partner- en zustersteden
- Alessandria (Italië), sinds 2006
- Bressuire (Frankrijk), sinds 1997
- Kruševac (Servië), sinds 2000
- Lovetsj (Bulgarije), sinds 1964
- Münster (Duitsland), sinds 1989
- Nieuw Athos (Abchazië), sinds 2008
- Omiš (Kroatië)
- Ostrów Mazowiecka (Polen), sinds 2008
- Xuzhou (China), sinds 1998